# Synchiropus claudiae
Synchiropus claudiae es una especie de peces de la familia Callionymidae en el orden de los Perciformes.

## Hábitat
Es un pez de mar y de clima tropical y demersal que vive hasta los 5 m de profundidad.

## Distribución geográfica
Se encuentra en Nueva Guinea e islas Salomón.